# Markaryds IF
Markaryds Idrottsförening, ofta förkortat Markaryds IF eller MIF, är en svensk fotbollsklubb från Markaryd. Klubben grundades den 17 juni 1924 och har som högst placerat sig på 4:e plats i Division 1 Södra och spelat två kvartsfinaler i Svenska cupen.
Markaryds IF ligger på 113:e plats i Svenska Fotbollförbundets Maratontabell för Näst högsta serien. Under slutet av 1980-talet till början av 1990-talet hade klubben sin storhetstid, då den spelade fyra raka säsonger i den näst högsta serien. Flera av spelarna från denna tid är välkända fotbollsprofiler.
Klubben är medlem i Smålands Fotbollförbund och spelar sina hemmamatcher på Skärsjövallen. Publikrekord sattes år 1988, 3 006 personer, under en seriematch mot Halmstads BK.

## Organisation
Markaryds IF är en förening med årsmötet som högsta beslutande organ. Mötet godkänner räkenskaper och revision samt utser styrelse och ordförande. År 2020 valdes Anna Nilsson till föreningens första kvinnliga ordförande. Föreningens dagliga verksamhet handhas till största del av ideella krafter. Markaryds IF har cirka 200 aktiva spelare, från ungdom till senior.

## Historia
En idrottsförening hade funnits i bygden några år innan Markaryds IF grundades. Under början av 1920-talet fanns det ingen idrottsförening i Markaryd.
År 1924 bildades en ny förening. En av grundarna var Karl W. Düring, som senare kom att bli klubbens första ordförande (år 1924–1928).
Trots knappa ekonomiska resurserna började klubben dra igång verksamheten. Det enda redskap som fanns att tillgå var en läderfotboll. Det gropiga och steniga torget vid Markaryds centrum fick agera fotbollsplan för såväl träning som match.

### En hockeysektion bildas
År 1947 bildades, på initiativ av Baltzar Waldermarsson, en ishockeysektion under Markaryds IF:s organisation. Spelplatsen blev Jetesjön, utanför sjöstugan i Markaryd. En kort men intensiv period var ishockeyn på gång i Markaryd.

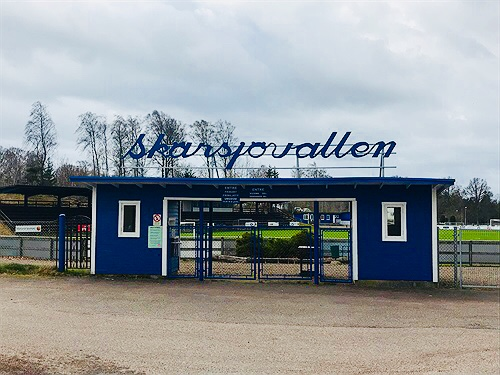
Skärsjövallens insläpp med originalskylt från 1950.

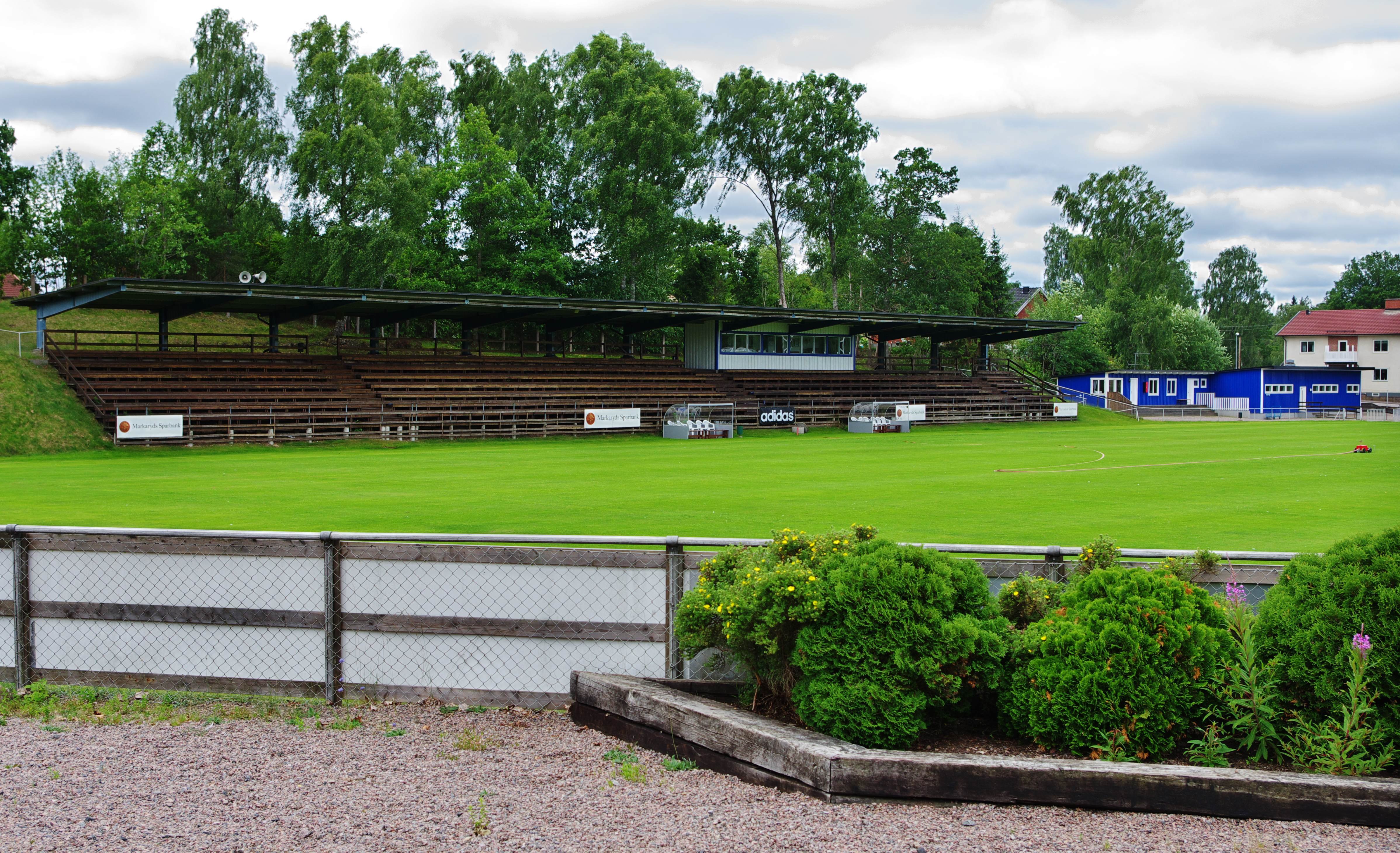
Skärsjövallen, fotbollsplan. Från vänstra ingången.

### Fotbollsplan
Från de första skisserna, vid klubbens grundande, skulle det dröja tills den 18 juni 1950 innan Skärsjövallen invigdes. Kostnaden för Skärsjövallen rörde sig om 50 000 kr, vartill bidrag genom tipsmedel och köpingsbidrag etc, totalt ca 80 000 kr. 
Augusti år 2011 satsade klubben genom att bygga en konstgräsplan på området Anderslöv, i samband med detta bytte träningsområdet också namn till SparbanksParken i och med huvudsponsorn Sparbankens bidrag till projektet. Därtill fanns andra sponsorer och köpingsteckningar. Slutsumman landade på ca 5 miljoner kronor, där Markaryds kommun stod för hälften och klubben för den andra hälften. Till säsongen 2012 stod konstgräsplanen redo att användas för klubbens alla lag. Syftet var att skapa en träningsanläggning, för knattar till seniorer, att brukas året om.

### Fotbollsskolan i Markaryd
År 2003 startade KCM tillsammans med Smålands Fotbollförbund och Markaryds IF återigen upp fotbollsskolan, som år 2016 blev licensierad som Nationell idrottsutbildning för fotboll.

## Kända profiler
- Nanne Bergstrand (480 matcher som spelare, tränare 1985–1991)
- Ingemar Nilsson (675 matcher som spelare, tränare 1999–2002)
- Lars Jacobsson (spelare, tränare)
- Björn Andersson (spelande tränare 1980–1981)[10][11]
- Jim Tolmie (spelare, även spelat för Manchester City FC)
- Ture Grahn (102 matcher, 103 mål, 2 landskamper, kom från IS Halmia på 1950-talet)[7][12]
- Roland Sandström (spelare 1968–1975, 500 matcher)[7]
- Pia Sundhage (lärare, Markaryds folkhögskolas fotbollslinje)[13][14]
- Daniel Svensson (spelare –2004)
- Nils-Olof Pettersson (spelare, även spelat i Halmstads BK)
- Philip Bernholtz (spelare)
- Peter Hiir-Salakka (spelare, senare spelat i Mjällby AIF, Ljungskile SK m.fl)

## Spelare

### Utländska spelare
Listan inkluderar alla utländska spelare som representerat klubben.
Svenska spelare med dubbelt medborgarskap är inkluderade ifall de valt att representera sitt andra land.
Spelare i fet stil representerar klubben för närvarande.

#### Europa
| - Jim Tolmie (1986–1991) |

## Tränare
| År          | Namn                      |
| ----------- | ------------------------- |
| 2021 -      | Julius Sjödahl            |
| 2015 - 2020 | Lars Jacobsson            |
| 2013 - 2014 | Jonas Axeldal             |
| 2012        | Lars Jacobsson            |
| 2010 - 2011 | Daniel Nilsson            |
| 2006 - 2009 | Leif Jönsson              |
| 2004 - 2005 | Stefan Lindell            |
| 2003        | Lars Jacobsson            |
| 1999 - 2002 | Ingemar Nilsson           |
| 1997 - 1998 | Kaj Gummesson             |
| 1994 - 1996 | Olle Sjödahl              |
| 1992 - 1993 | Lars Jacobsson            |
| 1985 - 1991 | Nanne Bergstrand          |
| 1983 - 1984 | Kaj Gummesson             |
| 1982        | Lasse Nordin              |
| 1980 - 1981 | Björn Andersson           |
| 1976 - 1979 | Roland Fransson           |
| 1974 - 1975 | Alexander Jovancic        |
| 1968 - 1973 | Roland Sandström          |
| 1966 - 1967 | Olle Eriksson             |
| 1965        | Olle Eriksson ("nr 2")    |
| 1964        | Svenne Andersson          |
| 1960 - 1963 | Olle Eriksson             |
| 1959        | Åke Hallström             |
| 1958        | Terje Tellram             |
| 1953 - 1957 | Ture Grahn, Rune Karlsson |
| 1951 - 1952 | Nisse Karlsson            |

Innan 1951 fanns inte rollen tränare i föreningen. 

## Statistik
Markaryds IF har spelat sju säsonger i Sveriges näst högsta serie. Bästa placeringen var år 1991, då man kom på en fjärdeplats. Klubben har spelat två kvartsfinaler i Svenska cupen och ligger därmed på 113:e plats i Svenska Fotbollförbundets Maratontabell för Näst högsta serien.

### Meriter
Klubben hade sin storhetstid under slutet av 1980-talet till början av 1990-talet då man spelade flest säsonger i rad i den högre delen av seriesystemet. Spelare som Jim Tolmie och Nanne Bergstrand var då aktiva i klubben.

#### Serier
- Division 1, Södra
  - Bästa placering: 4:a
- Division 2
  - Vinnare (3): 1984, 1987, 2007
  - Andra plats (2): 1977, 1981

#### Svenska cupen
Markaryds IF har vid två tillfällen spelat kvartsfinal i Svenska cupen.
Den första kvartsfinalen spelades den 23 april 1986 mot Malmö FF på hemmaarenan Skärsjövallen. Domare Christer Drottz skrev slutresultatet till 1-2. Markaryds IF hade då tidigare slagit ut klubbar såsom Halmstads BK och Trelleborgs FF.
År 1988 nådde Markaryds IF återigen till kvartsfinal för att än en gång bli utslagna av Malmö FF med 0-1, hemma på Skärsjövallen, då domare Leif Sundell blåste av matchen. I tidigare omgångar hade man vunnit mot klubbar såsom Halmstads BK, Landskrona BoIS och IF Leikin.

### Tabellplaceringar

#### 2020 -
|  |  | - 2022: Div IV - 2021: Div V (1:a) - 2020: Div IV, Sydvästra (11:a) |

#### 1990 - 2019
| - 2019: Div III, Sydvästra Götaland (12:a) - 2018: Div IV, Västra (1:a) - 2017: Div IV, Västra (4:a)1 - 2016: Div IV, Sydvästra (5:a) - 2015: Div IV Elit, Västra (9:a) - 2014: Div IV Elit, Västra (5:a) - 2013: Div IV Elit, Södra (3:a) - 2012: Div IV Elit, Västra (6:a) - 2011: Div III, Sydvästra Götaland (10:a) - 2010: Div III, Sydvästra Götaland (7:a) | - 2009: Div III, Södra Götaland (8:a) - 2008: Div II, Södra Götaland (11:a) - 2007: Div III, Sydvästra Götaland (1:a) - 2006: Div III, Sydvästra Götaland (6:a)2 - 2005: Div III, Sydvästra Götaland (5:a) - 2004: Div III, Sydvästra Götaland (3:a) - 2003: Div IV Elit, Västra (1:a) - 2002: Div III, Sydvästra Götaland (10:a) - 2001: Div III, Sydvästra Götaland (4:a) - 2000: Div IV Elit, Sydvästra (1:a) | - 1999: Div III, Sydvästra (6:a)3 - 1998: Div III, Sydvästra Götaland (11:a) - 1997: Div III, Sydvästra Götaland (8:a) - 1996: Div III, Sydöstra Götaland (5:a) - 1995: Div II, Södra Götaland (12:a) - 1994: Div II, Södra Götaland (3:a) - 1993: Div II, Södra Götaland (3:a) - 1992: Div II, Södra Götaland (1:a)4 - 1991: Div I, Södra (4:a) - 1990: Div I, Södra (9:a) |

1Div IIII Elit försvinner och ersätts med Div IIII, 2Superettan är nu andradivisionen 3Sista säsongen Div I är andradivisionen 4Kvalificering till höstettan

#### 1960–1989
| - 1989: Div I, Södra (9:a) - 1988: Div I, Södra (8:a) - 1987: Div III, Östra (1:a)1 - 1986: Div II, Södra (13:e) - 1985: Div II, Södra (9:a) - 1984: Div III, Skåne (1:a) - 1983: Div IV, Småland Sydvästra (1:a) - 1982: Div III, Sydvästra Götaland (12:a) - 1981: Div III, Sydvästra Götaland (2:a) - 1980: Div III, Sydvästra Götaland (8:a) | - 1979: Div III, Sydvästra Götaland (7:a) - 1978: Div III, Sydvästra Götaland (8:a) - 1977: Div III, Södra Götaland (2:a) - 1976: Div IV, Småland Sydvästra (1:a) - 1975: Div III, Sydöstra Götaland (12:a) - 1974: Div III, Sydöstra Götaland (4:a) - 1973: Div III, Sydöstra Götaland (7:a) - 1972: Div III, Sydöstra Götaland (4:a) - 1971: Div III, Sydvästra Götaland (3:a) - 1970: Div III Mellersta Götaland (9:a) | - 1969: Div IV, Småland Sydvästra (1:a) - 1968: Div IV, Småland Sydvästra (6:a) - 1967: Div IV, Småland Sydvästra (6:a) - 1966: Div IV, Småland Sydvästra (5:a) - 1965: Div IV, Småland Sydvästra (8:a) - 1964: Div III, Sydvästra Götaland (10:a) - 1963: Div IV, Småland Sydvästra (1:a) - 1962: Div IV, Småland Sydvästra (3:a) - 1961: Div IV, Småland Sydvästra (5:a) - 1960: Div IV, Småland Sydvästra (7:a) |

1Div I blir andradivisionen
Källa: 

### Flest spelade matcher
Statistiken gäller tävlingsmatcher i representationslaget fram till och med år 2009, samt att spelaren gjort minst 400 matcher.
1. Ingemar Nilsson, 675 matcher
2. John Mikkelsen, 590 matcher
3. Peter Lind, 510 matcher
4. Roland Sandström, 500 matcher
5. Olle Sjödahl, 487 matcher
6. Nanne Bergstrand, 480 matcher
7. Michael Broman, 462 matcher
8. Henrik Fransson, 435 matcher
9. Jerry Henningsson, 428 matcher
10. Bengt-Ove Örn, 425 matcher
11. Andreas Karlsson, 419 matcher
12. Matz Persson, 400 matcher

### Mest publik under matcher
Statistiken gäller både tränings- och tävlingsmatcher fram till och med år 2018, samt att publiksiffran varit över 1 000 personer.
1. Motståndare: Halmstads BK, År: 1985, Publiksiffra: 3 006
2. Motståndare: Hammarby IF, År: 2009, Publiksiffra: 2 235
3. Motståndare: Hammarby IF, År: 2008, Publiksiffra: 1 896
4. Motståndare: Hinneryds IF, År: 2007, Publiksiffra: 1 550

### Utmärkelser
2003 - Årets lag i Kronoberg (efter att inte förlorat en enda match under säsongen)